# 布吉尼翁莱拉沙里泰
布吉尼翁-莱拉沙里泰（法語：Bourguignon-lès-la-Charité，法語發音：[buʁɡiɲɔ̃ lɛ la ʃaʁite]）是法国上索恩省的一个市镇，属于沃苏勒区。

## 地理
布吉尼翁-莱拉沙里泰（47°30'26"N, 5°58'13"E）面积4.25 平方千米，位于法国勃艮第-弗朗什-孔泰大區上索恩省，该省份为法国东部内陆省份，北起顺时针与孚日省、贝尔福地区省、杜省、汝拉省、科多尔省和上马恩省接壤。
与布吉尼翁-莱拉沙里泰接壤的市镇（或旧市镇、城区）包括：列夫朗、格朗韦勒和勒佩勒诺、迈济耶尔、讷韦勒莱拉沙里泰。
布吉尼翁-莱拉沙里泰的时区为UTC+01:00、UTC+02:00（夏令时）。

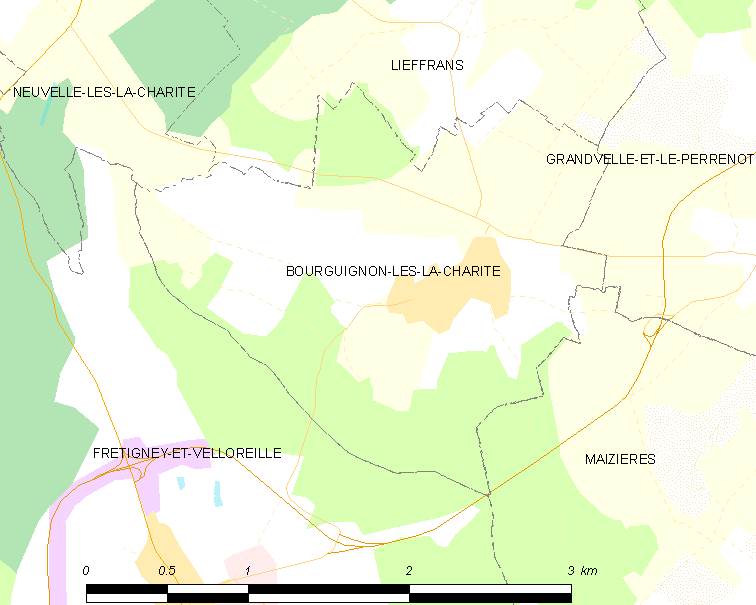
布吉尼翁-莱拉沙里泰的OSM定位图

## 行政
布吉尼翁-莱拉沙里泰的邮政编码为70190，INSEE市镇编码为70088。

## 政治
布吉尼翁-莱拉沙里泰所属的省级选区为索恩河畔塞和圣阿尔班县。

## 人口

1962-2008年间布吉尼翁-莱拉沙里泰人口变化图示

布吉尼翁-莱拉沙里泰于2022年1月1日时的人口数量为104人。